# Celia Mayer
Celia Mayer Duque (Madrid, 1982) es una investigadora y activista española. Especializada en políticas de igualdad, fue concejal del Ayuntamiento de Madrid y responsable del Área de Gobierno de Políticas de Género y Diversidad.

## Biografía

### Primeros años y formación
Nacida en Madrid en 1981, estudió Ciencias Políticas y de la Administración en la Universidad Complutense de Madrid (UCM), donde tras obtener la licenciatura, se diplomó con un título de experta en políticas de igualdad de género. Titular de una beca predoctoral en la unidad de Políticas Comparadas del Consejo Superior de Investigaciones Científicas (CSIC), obtuvo la suficiencia investigadora DEA.
En 2010 ganó el premio a la investigación para la explotación de bases de datos del Centro de Investigaciones Sociológicas (CIS).
También ha participado en varios proyectos europeos de investigación social aplicada a nuevas formas de gobernanza y participación ciudadana y ha colaborado en la organización aLabs en el desarrollo de herramientas digitales de movilización ciudadana.
Trabajó para la cooperativa Andaira entre 2012 y 2015.

### Activismo
Activista en diferentes movimientos sociales ha participado en experiencias locales que han apostado por otro modelo de ciudad y de vida, como la plataforma para la movilización ciudadana oiga.me, las redes de economía social de Madrid y en espacios sociales como el Patio Maravillas.

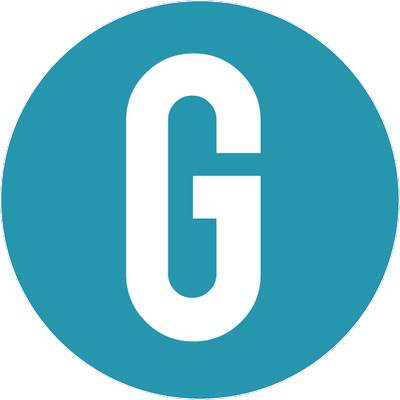
Logo de Ganemos Madrid

Es una de las promotoras en julio de 2014 de Municipalia para impulsar una "candidatura ciudadana" para Madrid en los comicios municipales para fomentar "candidaturas ciudadanas" y de Ganemos Madrid formación de la que ha sido miembro del equipo de coordinación y una de las portavoces. 
En marzo de 2015 Mayer y Guillermo Zapata, según algunos analistas, fueron parte imprescindible en las negociaciones para conseguir la confluencia hacia la candidatura unitaria Ahora Madrid con la confluencia de Ganemos Madrid y Podemos.

### Concejal
En las elecciones municipales de mayo de 2015 fue candidata de Ahora Madrid en el puesto nº 9 de la lista encabezada por Manuela Carmena. En la presentación de su candidatura destacó su apuesta por otro modelo de política pública, abierta, distribuida y transparente y por la promoción de espacios sociales en la ciudad de Madrid gestionados por la ciudadanía. 

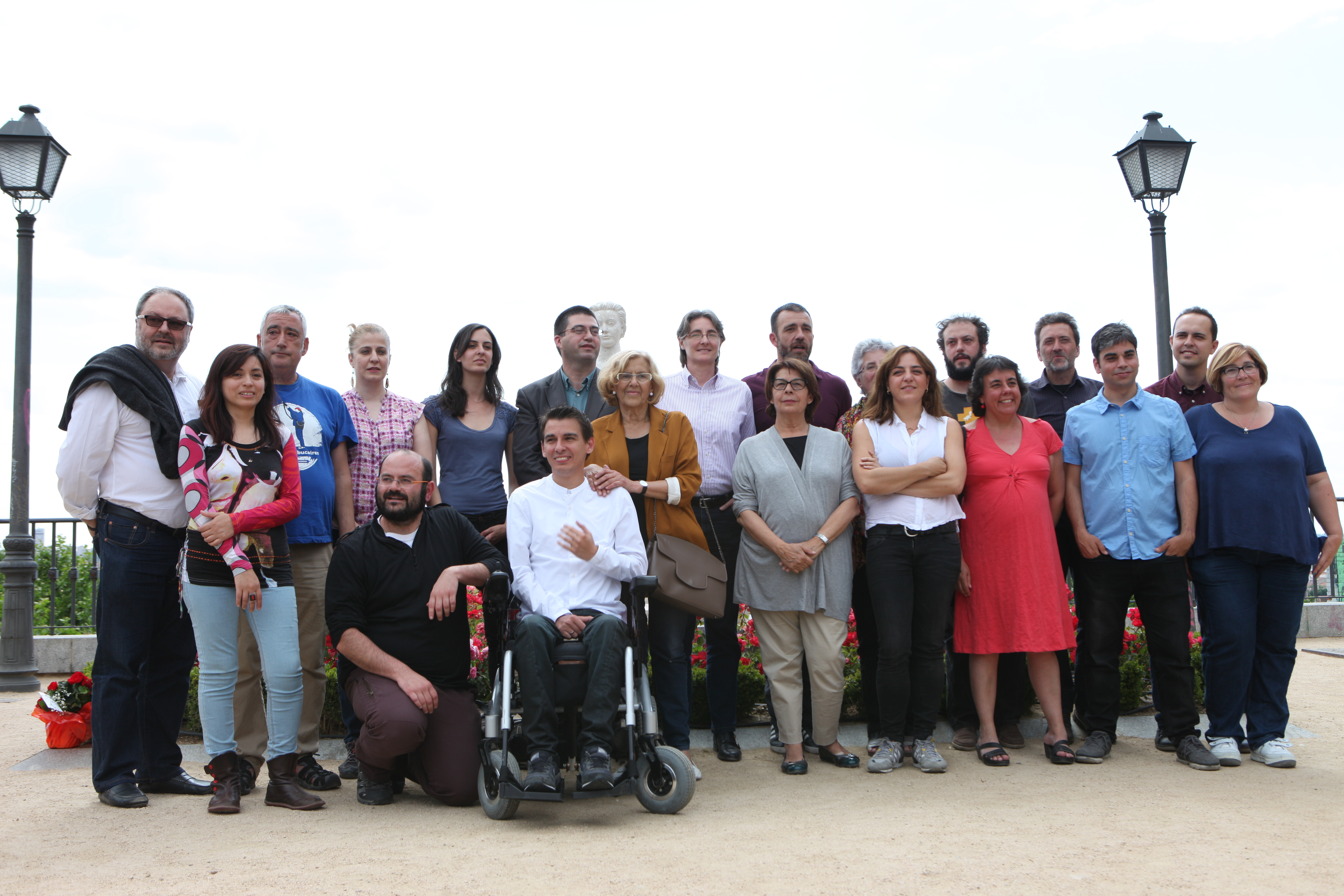
Concejales electos de Ahora Madrid (mayo de 2015)

En el equipo de gobierno del Ayuntamiento de Madrid asumió la presidencia del distrito de Villaverde que dejó pocos días después, el 18 de junio de 2015, para asumir en exclusiva la responsabilidad de la Concejalía de Cultura y Deportes sustituyendo a Guillermo Zapata que dimitió poco después de su nombramiento tras pedir perdón por sus tuits con chistes de humor negro sobre los judíos y víctimas del terrorismo.
Su gestión al frente del área de gobierno de Cultura y Deportes no estuvo exenta de polémicas: a la crítica contra la indumentaria de los Reyes Magos en la cabalgata de 2016, se unió la llamada «crisis de los titiriteros» (en la que los miembros de una compañía de guiñol acabaron en prisión preventiva en una supuesta causa de enaltecimiento del terrorismo que fue sin embargo finalmente archivada), la decisión de retirar el monumento al Alférez provisional y la placa homenaje a José García Vara o la retirada de las denominaciones de Max Aub y Fernando Arrabal a dos pabellones teatrales del Matadero de Madrid.

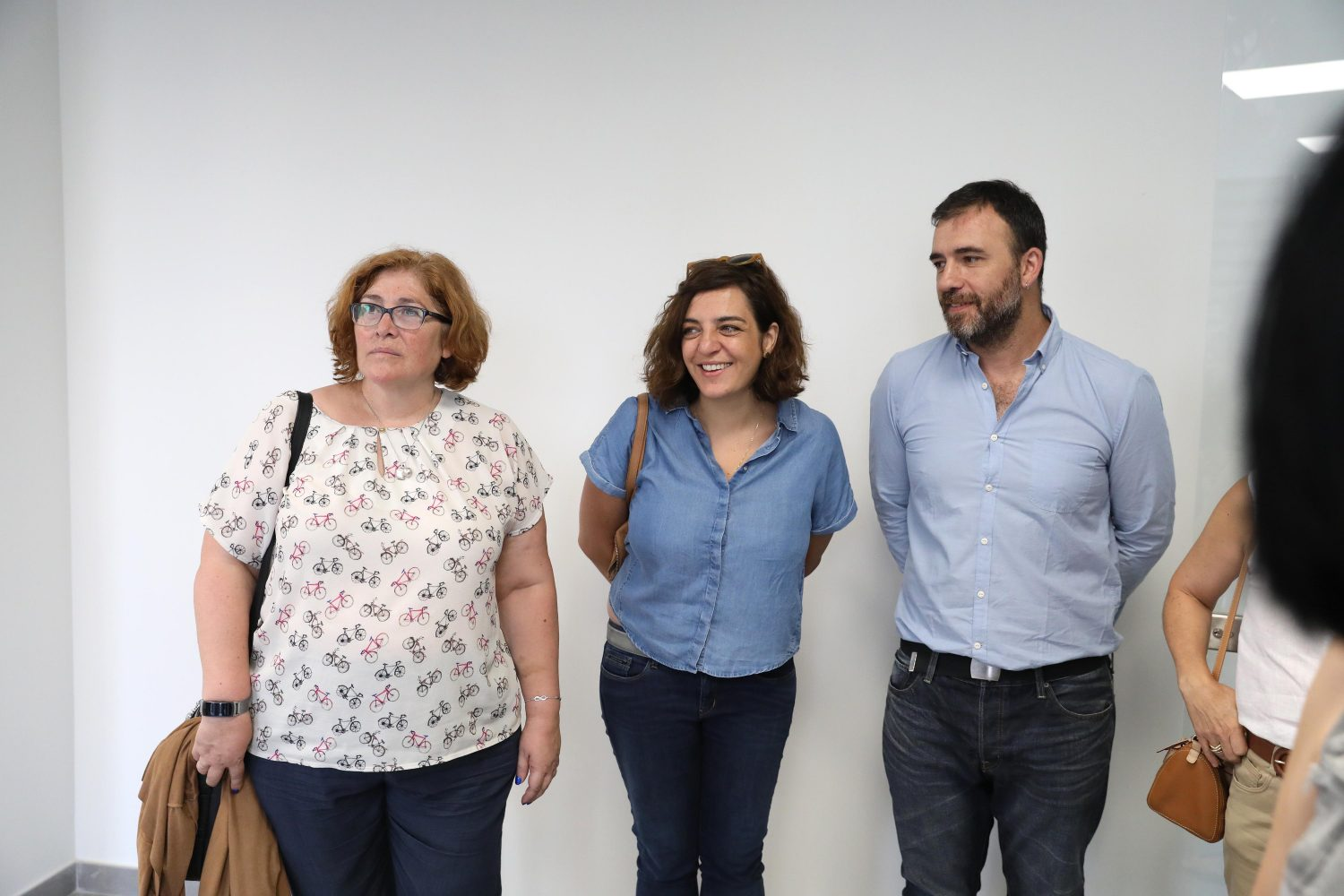
En Hortaleza, junto a Yolanda Rodríguez y Nacho Murgui en julio de 2017

El 15 de marzo de 2017 Manuela Carmena la relevó de sus servicios al frente del Área de Gobierno de Cultura. Posteriormente fue puesta al frente del Área de Políticas de Género y Diversidad, Área de Gobierno de nueva creación con competencias antes incluidas anteriormente en el Área de Gobierno de Equidad, Derechos Sociales y Empleo.
En 2017, Celia Mayer, Carlos Sánchez Mato, también concejal del Ayuntamiento de Madrid, y Ana Varela, consejera delegada de la empresa municipal Madrid Destino, encargaron una auditoría externa de esta empresa debido a los sobrecostes de los contratos del Open Tenis concedidos al empresario Ion Țiriac durante los mandatos del Partido Popular, pese a que los servicios jurídicos del Ayuntamiento declararon su improcedencia. Posteriormente presentaron este informe ante la Fiscalía Anticorrupción por las sospechas de irregularidades. La aportación que el Ayuntamiento hacía al evento había pasado de 1,5 millones de euros en 2001 a 5,3 en 2009, sobrepasando los 10,4 millones de euros en 2010. Además, en 2011 se había blindado el contrato durante 10 años de manera que la contribución del Ayuntamiento pasara de 6,4 millones de euros en 2012 hasta los 8,8 millones en 2021, lo que supone alrededor del 10% del presupuesto anual del Consistorio para todas las actividades deportivas en un evento de poco más de una semana de duración. Previamente también se habían detectado irregularidades y sobrecostes en la construcción de la sede del evento, la Caja Mágica. En mayo de 2017 el Partido Popular se querelló contra ambos concejales y la consejera delegada de Madrid Destino por el encargo de dicha auditoría externa, alegando malversación de caudales públicos y prevaricación, admitiéndose a trámite en junio y siendo citados a declarar en septiembre para valorar si se cometió delito en el encargo de estos informes externos. En 2022 Meyer, Sánchez Mato y Varela fueron absueltos de todos los cargos y el Partido Popular fue condenado a hacerse cargo de las costas por actuar con mala fe en el proceso judicial.

## Publicaciones
- 2009 - En el libro Reformas de las políticas del bienestar en España el capítulo Transición de la vida adulta y políticas de juventud en España escrito Alessandro Gentile y Celia Mayer. Editorial siglo XXI.